# Kinbrook Island Provincial Park
Kinbrook Island Provincial Park är en park i Kanada.   Den ligger i provinsen Alberta, i den södra delen av landet, 2 700 km väster om huvudstaden Ottawa. Kinbrook Island Provincial Park ligger 764 meter över havet.
Terrängen runt Kinbrook Island Provincial Park är platt. Närmaste större samhälle är Brooks, 14,8 km norr om Kinbrook Island Provincial Park. 
Trakten runt Kinbrook Island Provincial Park består i huvudsak av gräsmarker. Trakten runt Kinbrook Island Provincial Park är nära nog obefolkad, med mindre än två invånare per kvadratkilometer.